# Hoya revoluta
Hoya revoluta ist eine Pflanzenart der Gattung der Wachsblumen (Hoya) aus der Unterfamilie der Seidenpflanzengewächse (Asclepiadoideae).

## Merkmale

### Vegetative Merkmale
Hoya revoluta ist eine ausdauernde Pflanze und wächst als windender, kletternder Epiphyt. Die stielrunden, kahlen, kräftigen, grünen bis rötlich-braunen Sprossachsen messen 2 bis 4 Millimeter im Durchmesser. Die Internodien sind meist 2 bis 6 cm lang, selten länger. An den Internodien oder nur wenig unterhalb der Knoten, sind Adventivwurzeln ausgebildet, mit denen sich die Pflanze am Substrat verankert.
Die büschelig angeordneten Laubblätter sind in Blattstiel und Blattspreite gegliedert. Die drehrunden, gewöhnlich gebogenen, dunkelgrünen bis rotbraunen Blattstiele flachen sich zum Ansatz der Blattspreite hin etwas ab. Die Blattstiele sind bis 3 bis 8 Millimeter lang und messen 2 bis 3 Millimeter im Durchmesser. Die vergleichsweise sehr dicken, fleischigen und kahlen Blattspreiten sind elliptisch, eiförmig bis eiförmig-lanzettlich, 2 bis 5 cm lang (selten bis 9 cm), und 1 bis 2,5 cm breit. Die Spreitenbasis ist lang zugespitzt, das obere Ende der Spreite läuft ebenfalls lang gespitzt aus. Die etwas verdickten Blattränder sind stark zurückgebogen. Die Fiedernervatur ist nur undeutlich ausgeprägt. Die kleinen, basalen Colleter (kleine Drüsen) sitzen auf der Oberseite der Mittelrippe nahe dem Übergang zum Stiel zwischen den verdickten Blatträndern.

### Generative Merkmale
Die Blütenstände können bis 25 (30) Einzelblüten aufweisen. Sie hängen an einem starren, bis 5 cm langen Blütenstandsschaft. Die Ebene der Einzelblüten ist mittig leicht eingesenkt. Daher sind auch die Stiele der äußeren Blüten des Blütenstandes deutlich länger als die Stiele der mehr in der Mitte angeordneten Blüten. Die Blütenstiellänge variiert daher von 0,2 bis 5 cm, die äußeren Stiele sind daher auch stark gekrümmt, die mittigen eher gerade. Sie haben einen Durchmesser von 0,6 Millimeter. Die zwittrigen Blüten sind radiärsymmetrisch. Die sehr kleinen, länglichen Kelchblätter laufen stumpf aus. Die blassrosa Blütenkrone mit glockenförmiger Kronröhre (1,6 bis 1,8 Millimeter Durchmesser) hat einen (Gesamt-)Durchmesser von etwa 4 bis 5 Millimeter, wenn die Kronblattzipfel umgebogen sind, bzw. 7 bis 10 Millimeter, wenn sie ausgebreitet sind. Die dreieckigen, zur Basis hin leicht gekielten Kronblattzipfel sind 2,5 bis 3,5 Millimeter lang und an der Basis 2 bis 2,7 Millimeter breit. Gewöhnlich sind sie stark zurück gebogen. Die Ränder sind nach außen umgebogen. Sie sind innen zum Großteil schwach flaumig behaart, die Spitzen sind kahl. Die Nebenkrone ist 1,5 bis 2 Millimeter hoch, und misst 2,7 bis 3,7 Millimeter im Durchmesser. Die Zipfel der staminalen Nebenkrone sind elliptisch geformt, auf der Oberseite abgeflacht, 1,8 bis 2,2 Millimeter lang und 1 bis 1,2 Millimeter breit. Der äußere, weiße oder blassrosa Fortsatz ist mittig tief gespalten. Der tiefrote, weißliche oder blassrosafarbene, innere Fortsatz ist lang, spitz und aufsteigend, und etwa so lang wie die Staubblätter. Die länglichen Staubblätter sind aufrecht stehen und membranös. Die Basis ist gerundet, das äußere Ende stumpf abgeschnitten. Der Griffelkopf läuft konisch-spitz zu. Die Pollinia sind länglich, stumpf und geflügelt, 210–250 μm lang und 100–110 μm breit. Die Caudiculae sind kurz, dick und spatelförmig. Das Corpusculum (auch Retinaculum genannt) ist vergleichsweise klein, schmal-eiförmig, etwa 80–110 µm hoch und 35–50 μm breit. Die spindelförmigen Früchte sind bis 25 cm lang, bei einem Durchmesser von nur 2 Millimetern.

### Chromosomenzahl
Die Chromosomenzahl beträgt 2n = 22.

## Geographische Verbreitung und Habitat
Hoya revoluta kommt in Indonesien (Sumatra, Jemaja und Kalimantan), Malaiische Halbinsel und Singapur vor. Sie wächst in sonnigen Lagen, auch in voller Sonne, in Tieflandregenwäldern.

## Taxonomie
Hoya revoluta wurde von Joseph Dalton Hooker (bot. Kürzel: Hook.f.) erstmals aus Malaysia beschrieben. Forster & Liddle (1992) bestimmten irrtümlich ein Herbarexemplar, dass weder eine genaue Lokalitätsangabe noch ein Sammlungsdatum hat zum Lectotypus. Außerdem besteht dieses „Exemplar“ nur aus ein paar Blüten in einem Umschlag. Rodda & Juhomnewe (2013) bestimmten daher ein Herbarexemplar mit Blättern und Blüten aus der Henderson-Sammlung in den Singapore Botanical Gardens zum Epitypus. Hoya ovalifolia Wallich (s. a.) ist nach Art. 32.1c ein ungültiger Name (nom. inval.), gehört aber vermutlich zu dieser Art.

## Belege